# یواس‌اس نانتاکت (آی‌ایکس-۱۸)
یواس‌اس نانتاکت (آی‌ایکس-۱۸) (به انگلیسی: USS Nantucket (IX-18)) یک کشتی بود که طول آن 177 ft 4 in بود. این کشتی در سال ۱۸۷۶ ساخته شد.